# تتيانا
تتيانا (28 أبريل 1985 -)، ممثلة لبنانية. وهي متزوجة من المخرج أكرم فريد.

## أعمالها

### من الأفلام
- علاقات خاصة.
- بنات وموتوسيكلات.
- عائلة ميكي.
- سامي أكسيد الكربون.
- مستر أند مسز عويس.
- متعب وشادية.
- توم وجيمي.
- نظرية عمتي.

### من المسلسلات
- آن الأوان.
- صرخة أنثى.
- جنة ونار.
- ونيس وأيامه - الموسم السابع.
- الصفعة.
- ساحرة الجنوب
- الخائن

## روابط خارجية
- تتيانا على موقع الدهليز
- تتيانا على موقع قاعدة بيانات الأفلام العربية